# Ландини, Таддео
 Таддео Ландини  (итал. Taddeo Landini; около 1561, Флоренция — 13 марта 1596, Рим) — итальянский художник: скульптор, архитектор и медальер периода маньеризма. Работал в основном во Флоренции, после 1580 года — в Риме.

## Биография
Таддео был сыном Леонардо из Флоренции. Годы юности провёл в родном городе, откуда его прозвание «флорентийский» («fiorentino»).
Учился во Флорентийской академии, основанной Джорджо Вазари в 1561 году, где, по всей вероятности, его учителями были Алессандро Аллори и Бернардо Буонталенти. Можно предположить, что Ландини был одним из первых учеников этой школы, так как он был зачислен в академию в возрасте около пятнадцати лет, в 1572 году.
В эти же годы Ландини занимался скульптурой в мастерской неизвестного мастера; предполагается либо Джамболонья, либо Бартоломео Амманнати. Ландини оставался в Академии в течение двух или максимум трёх лет, поскольку в 1575 году документально подтверждена его деятельность в качестве скульптора в Риме, куда он переехал, навсегда покинув родной город.
В январе 1575 года под руководством Джакомо делла Порта он сотрудничал с другими скульпторами над созданием фонтана на площади Пьяцца-дель-Пополо, «выполнив тритона и группу с маской, драконом и дельфинами, затем поместил в фонтан Моро на площади Пьяцца Навона». В 1874 году скульптуру фонтана повторили в саду у озера на вилле Боргезе.
Ландини создал рельеф «Омывание ног Христа» для григорианской часовни в базилике Святого Петра. Во Флоренции в начале 1580-х годов он вылепил копию «Воскресшего Христа» Микеланджело для церкви Санто-Спирито.
В 1578 году Ландини работал над деревянной моделью купола собора Святого Петра в Ватикане по проекту Микеланджело, видоизменённого Джакомо Делла Порта, что является ещё одним подтверждением не только тесного сотрудничества двух художников во второй половине семидесятых годов, но и знаний и навыков Ландини как скульптора и архитектора во время его работы в Риме.
Самая известная работа Таддео Ландини — фигуры четырёх эфебов (юношей), отлитые из бронзы для фонтана Тартаруга (итал. Fontane delle Tartarughe — Фонтан черепах) в позднеренессансном стиле, расположенного в Риме на площади Маттеи (итал. Piazza Mattei). Создан между 1580 и 1588 годами по проекту архитектора Джакомо делла Порта. На этот проект, вероятно, повлияли фигуры, созданные Б. Амманати для Фонтана Нептуна во Флоренции.
В 1585 году муниципалитет Рима на тайном совете постановил установить мраморную статую Папы Сикста V на Кампидольо (Площади Капитолия) в Палаццо-дей-Консерватори. Сидящая фигура Папы Сикста V (по иным данным из позолоченной бронзы) была завершена к 1587 году, но разрушена в 1798—1799 годах, во времена первой Римской республики. Сохранился похожий бюст.
В 1589—1590 годах Ландини работал во Флоренции, выполняя заказы членов семьи Медичи.
В 1592 году Папа Климент VIII назначил его «своим архитектором и генеральным инспектором построек в Риме» (suo Architetto, e sopra intendente Generale delle fabbriche in Roma).
Ландини был одним из основателей Академии Святого Луки, созданной в 1593 году по инициативе папы римского Григория XIII известным художником Федерико Цуккаро.
Ландини умер в Риме в период Великого поста 1596 года из-за обострения тяжелой формы сифилиса, которым он заразился между 1589 и 1590 годами во время пребывания во Флоренции.

## Галерея

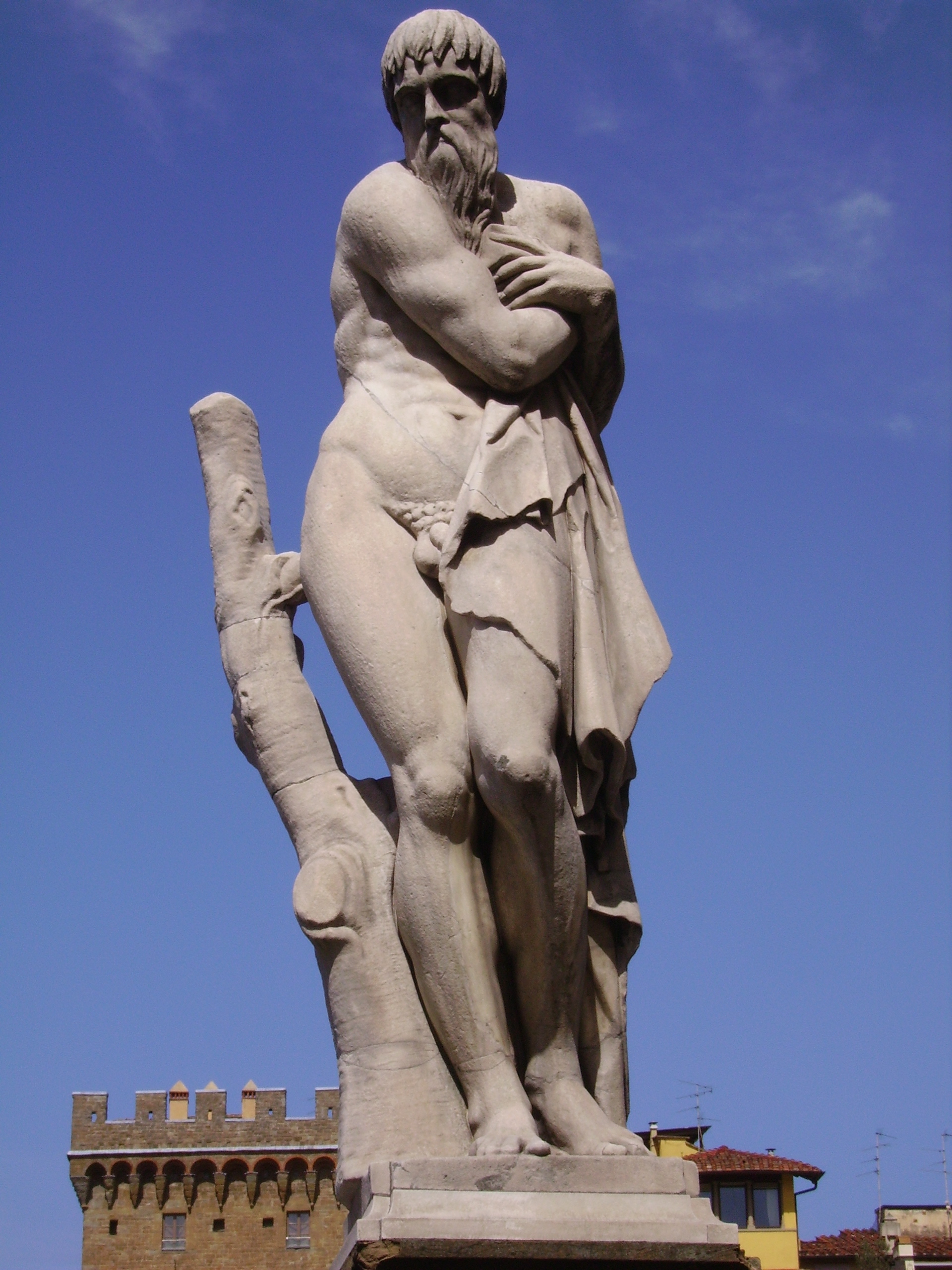
Зима. Статуя у моста Санта Тринита во Флоренции
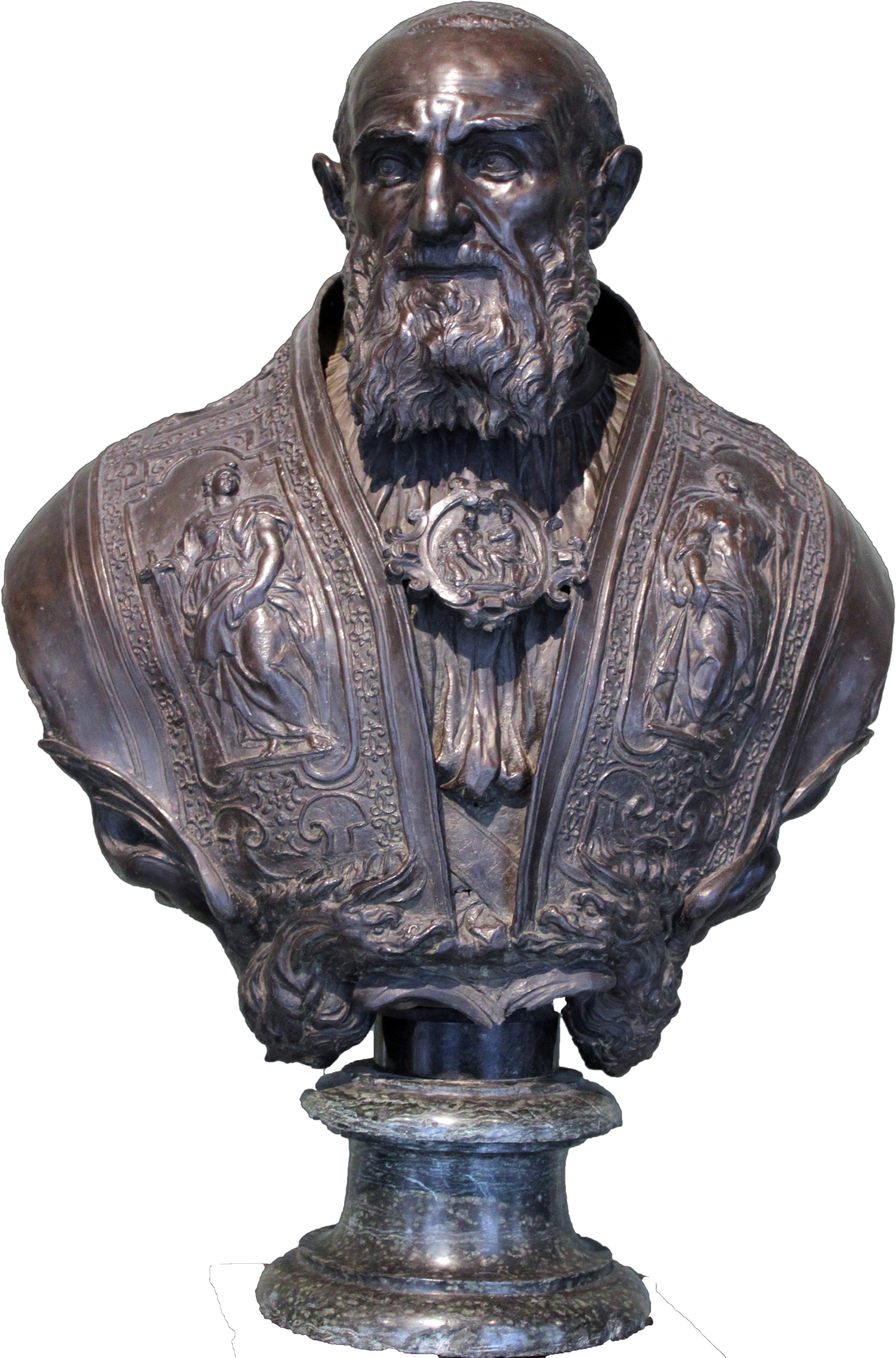
Папа Григорий XIII. 1580. Бронза. Берлин, Бодемузеум
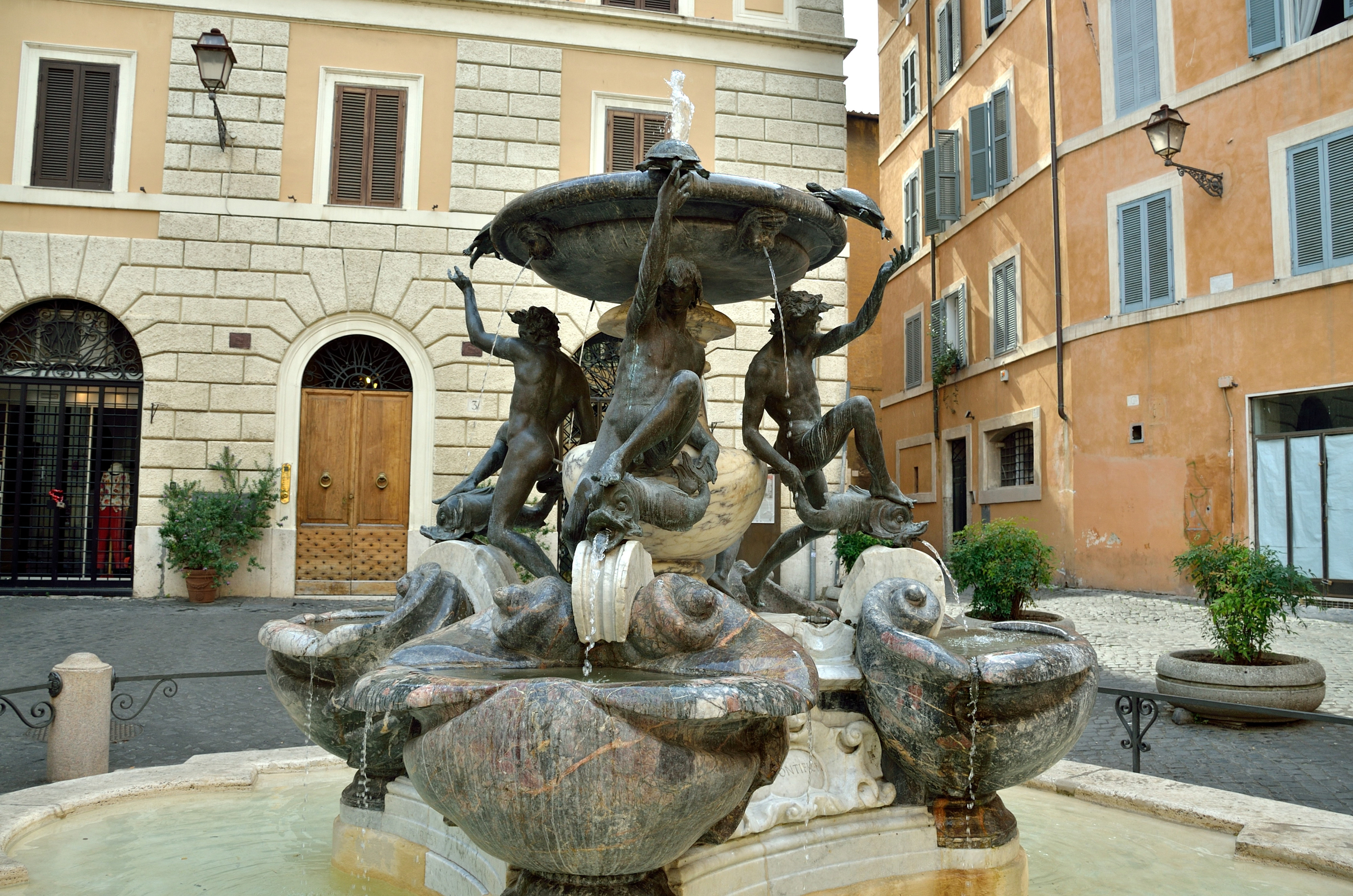
Фонтан черепах. 1580-1588. Рим
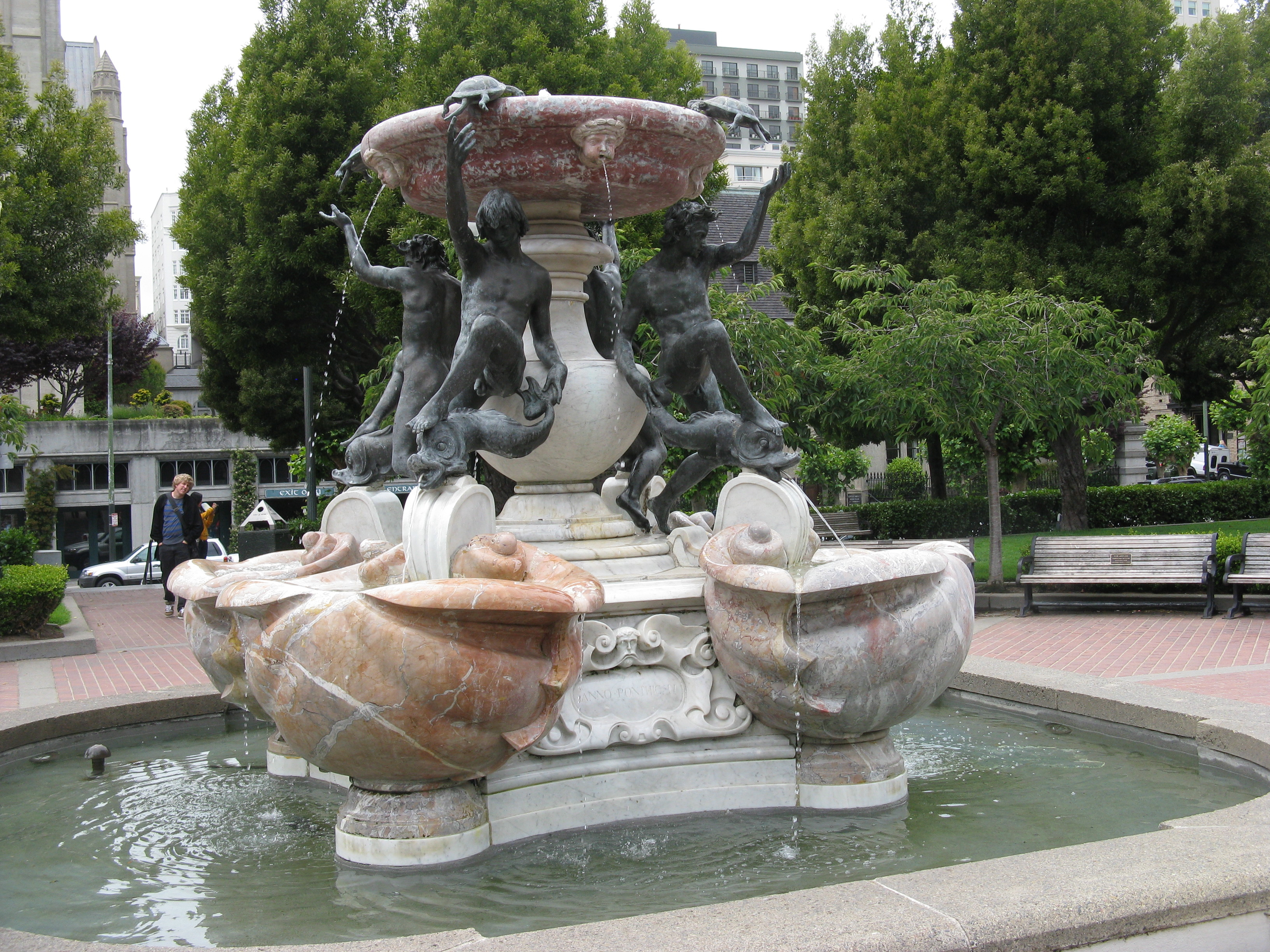
Фонтан черепах. Реплика в парке Сан-Франциско
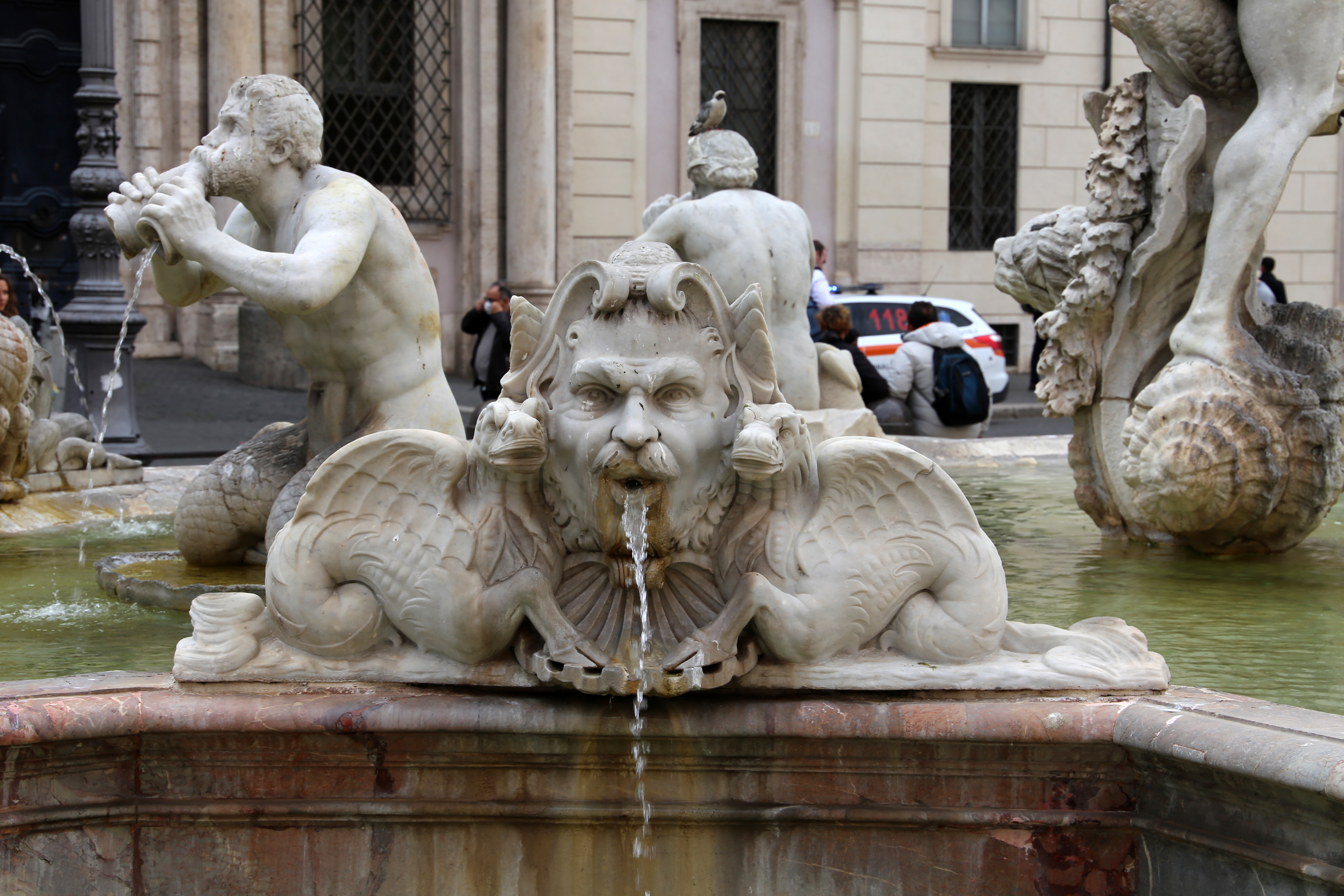
Маскарон и тритоны Фонтана дель Моро на Пьяцца Навона в Риме. 1575